# Pseudlithosia
Pseudlithosia is een geslacht van vlinders van de familie van de grasmotten (Crambidae), uit de onderfamilie van de Acentropinae. De wetenschappelijke naam en de beschrijving van dit geslacht werden voor het eerst in 1907 gepubliceerd door George Francis Hampson.
Dit geslacht is monotypisch, dat wil zeggen dat het maar één soort heeft namelijk Pseudlithosia schausi Hampson, 1907.